# Bretagne-Séché Environnement/2015

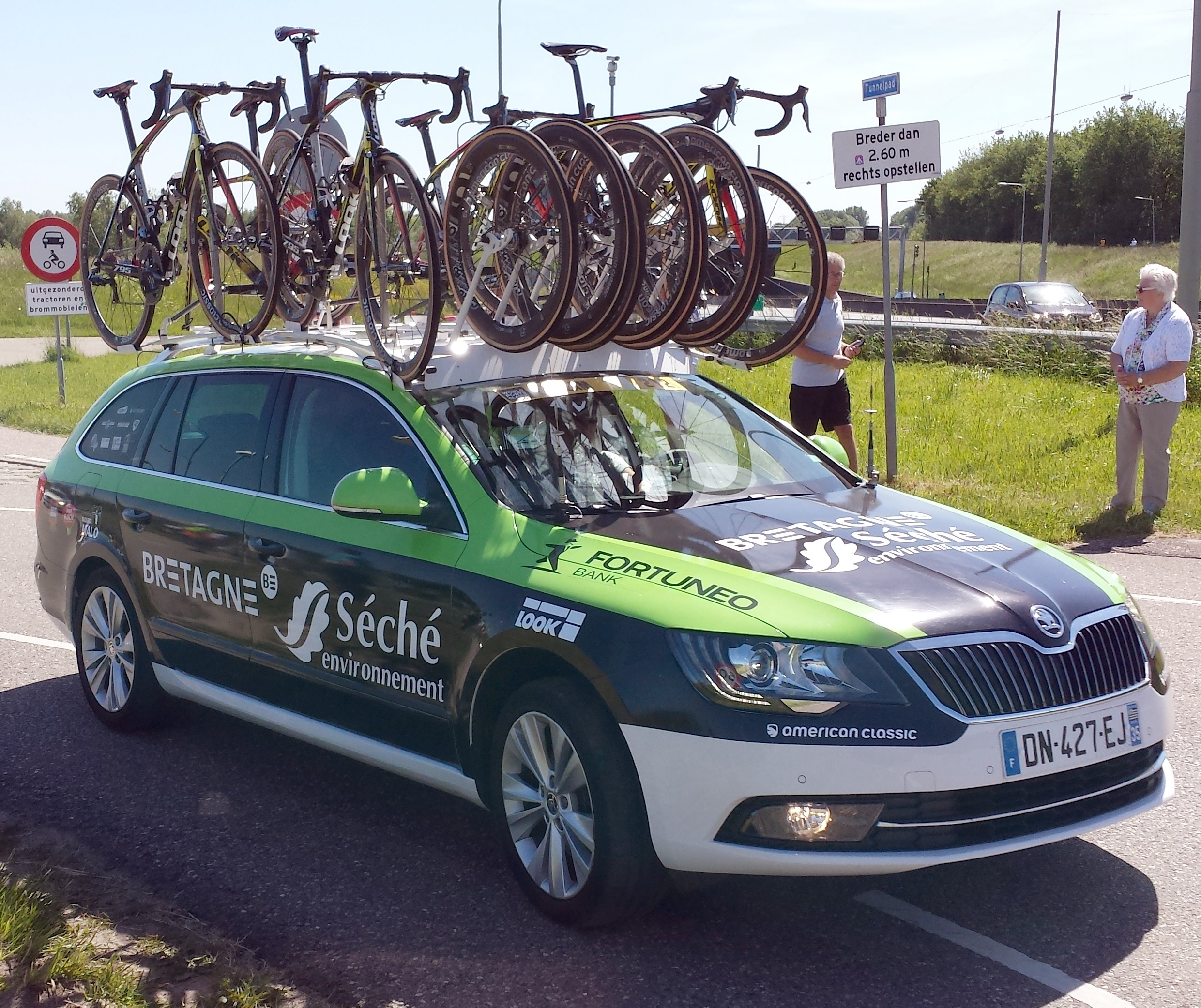
ploegleiderswagen

Deze pagina geeft een overzicht van de Bretagne-Séché Environnement wielerploeg in  2015.

## Algemeen
Algemeen manager: Emmanuel Hubert
Ploegleiders: Emmanuel Hubert, Franck Renimel, Roger Trehin, Sébastien Hinault
Fietsmerk: LOOK

## Transfers
| Inkomend            | Team 2014                  | Uitgaand              | Team 2015       |
| ------------------- | -------------------------- | --------------------- | --------------- |
| Jonathan Hivert     | Belkin Pro Cycling         | Vegard Stake Laengen  | Team Joker      |
| Pierrick Fédrigo    | FDJ.fr                     | Clément Koretzky      | Team Vorarlberg |
| Jawhen Hoetarovitsj | AG2R La Mondiale           | Erwann Corbel         | Onbekend        |
| Matthieu Boulo      | Team Raleigh               | Benjamin Le Montagner | Onbekend        |
| Frédéric Brun       | BigMat-Auber 93            |                       |                 |
| Daniel McLay        | Lotto-Belisol U23          |                       |                 |
| Maxime Cam          | Brest Iroise Cyclisme 2000 |                       |                 |
| Kévin Ledanois      | C.C.Nogent-sur-Oise        |                       |                 |

## Renners
| Naam                | Geboortedatum | Nationaliteit       | Ploeg 2014                 |
| ------------------- | ------------- | ------------------- | -------------------------- |
| Jean-Marc Bideau    | 08-04-1984    | Frankrijk           |                            |
| Matthieu Boulo      | 11-05-1989    | Frankrijk           | Team Raleigh               |
| Frédéric Brun       | 18-08-1988    | Frankrijk           | BigMat-Auber 93            |
| Maxime Cam          | 09-07-1992    | Frankrijk           | Brest Iroise Cyclisme 2000 |
| Anthony Delaplace   | 11-09-1989    | Frankrijk           |                            |
| Pierrick Fédrigo    | 30-11-1978    | Frankrijk           | FDJ.fr                     |
| Brice Feillu        | 26-07-1985    | Frankrijk           |                            |
| Romain Feillu       | 16-04-1984    | Frankrijk           |                            |
| Armindo Fonseca     | 01-05-1989    | Frankrijk           |                            |
| Arnaud Gérard       | 06-10-1984    | Frankrijk           |                            |
| Florian Guillou     | 29-12-1982    | Frankrijk           |                            |
| Jonathan Hivert     | 30-03-1985    | Frankrijk           | Belkin Pro Cycling         |
| Jawhen Hoetarovitsj | 29-11-1983    | Wit-Rusland         | AG2R La Mondiale           |
| Benoît Jarrier      | 01-02-1989    | Frankrijk           |                            |
| Christophe Laborie  | 05-08-1986    | Frankrijk           |                            |
| Kévin Ledanois      | 13-07-1993    | Wit-Rusland         | C.C.Nogent-sur-Oise+Stage  |
| Daniel McLay        | 03-01-1992    | Verenigd Koninkrijk | Lotto-Belisol U23          |
| Pierre-Luc Périchon | 04-01-1987    | Frankrijk           |                            |
| Eduardo Sepúlveda   | 13-06-1991    | Argentinië          |                            |
| Florian Vachon      | 02-01-1985    | Frankrijk           |                            |

## Overwinningen
La Tropicale Amissa Bongo
3e etappe: Daniel McLay
5e etappe: Jawhen Hoetarovitsj
7e etappe: Jawhen Hoetarovitsj
8e etappe: Jawhen Hoetarovitsj
Classic Sud Ardèche
Winnaar: Eduardo Sepúlveda
Grote Prijs van Cholet-Pays de Loire
Winnaar: Pierrick Fédrigo
Route Adélie de Vitré
Winnaar: Romain Feillu
Ronde van Poitou-Charentes
1e etappe: Arnaud Gérard
Ronde van de Doubs
Winnaar: Eduardo Sepúlveda
Mannen: 2005 · 2006 · 2007 · 2008 · 2009 · 2010 · 2011 · 2012 · 2013 · 2014 · 2015 · 2016 · 2017 · 2018 · 2019 · 2020 · 2021 · 2022 · 2023 · 2024 · 2025
Vrouwen: 2020 · 2021 · 2022 · 2023 · 2024 · 2025